# غلاوسيو جوزيه دي أراوغو سيلفا
غلاوسيو جوزيه دي أراوغو سيلفا هو لاعب كرة قدم برازيلي في مركز الهجوم، ولد في 3 فبراير 1994 في ناتال في البرازيل. لعب مع Oeste Futebol Clube ‏.

## وصلات خارجية
- غلاوسيو جوزيه دي أراوغو سيلفا على موقع قاعدة بيانات كرة القدم.إي يو (الإنجليزية)
- غلاوسيو جوزيه دي أراوغو سيلفا على موقع Soccerway.com (الإنجليزية)